# MP412 REX轉輪手槍
MP412 REX是一種曾由俄羅斯伊熱夫斯克機械工廠生產的中折式雙動型轉輪手槍。

## 名字由來
該槍的名字REX，是英語「Revolver for Export」的縮寫，翻譯為中文即是「出口用的轉輪手槍」。儘管其主要目的是用作出口，然而由於缺乏市場所以並沒有作大規模生產。

## 發展
MP412之所以會是一種用作出口用途的轉輪手槍，是基於俄羅斯境內禁止一般公民擁有手槍，這大大限制了此槍在俄羅斯民間市場的發展，故此伊熱夫斯克機械工廠便開始尋求此槍的潛在出口市場，並以美國為主要出口目標。它的樣槍曾於紐倫堡舉行的IWA-2000武器展展出，但由於大概是《美俄互不瞄準》協定在1994年簽定，最終令俄羅斯製的手槍失去了在美國的市場地位，並直接的導致了此槍的遠銷計劃終止和停產。

## 設計
MP412採用了現代新型轉輪手槍罕見的中折式設計（附帶一提使用這種概念的轉輪手槍還有英國的恩菲爾德No.2轉輪手槍、韋伯利轉輪手槍、美國的史密斯威森3號轉輪手槍和日本的二六式手槍，以及印度的IOF .32轉輪手槍等），且在用戶把它的槍管折開的同時，彈巢內的彈殼會自動退出，並有利於重新裝填，這種設計在現代的轉輪手槍上比較少見。
此槍的槍管底部是由複合材料製成，用戶亦可在必要時把鋼架式槍管從握把上拆除；其射擊方式與其他當代的轉輪手槍大致相同，均可使用單動式和雙動式射擊。

## 流行文化

### 電子遊戲
儘管在現實中MP412並沒有投產，但在一些電子遊戲裡卻有它的身影，甚至乎是以正規軍的制式佩槍登場。
- 2007年—：遊戲內的虛構武器Skull-1和Skull-2是以MP412作雛型，均有著金黃色槍身和印有骷髏的圖案，口徑亦被改為.50反殭屍特殊彈並可裝彈7發（每把）。
  - Skull-1時為單槍，右鍵為速射模式，射速更快但散佈更大。
  - Skull-2時為雙持，右鍵為變回單槍模式，散佈縮小但射速減慢。
- 2008年—：命名為“MP412”，奇怪地在重新裝填時沒有自動彈出彈殼。為中東聯軍偵察兵可用配槍。
- 2010年—：命名為“MP412”，奇怪地在重新裝填時沒有自動彈出彈殼。為所有兵種可用配槍。
- 2011年—：命名為“MP412 REX”，為所有兵種可用配槍。
- 2011年—：在所有模式皆有出現，奇怪地在重新裝填時沒有自動彈出彈殼。裝備該槍時在第一人稱視角中玩家角色會長期以單手持槍。在戰役模式中由俄羅斯極端民族主義黨武裝力量及“同心圈”成員所使用。在聯機模式於等級30解鎖，生存模式時則在等級2解鎖，可使用改裝包括：雙持和戰術刀。
- 2011年—
- 2013年—：命名為「M412 REX」，發射.357麥格農子彈，載彈量6發，被歸類為佩槍。為單機模式中唯一可由玩家使用的手槍，並於巴庫戰役後解鎖，從此被設定為主角丹尼爾·雷克（Daniel Recker）的默認配槍。多人聯機模式中也是在玩家完成單機模式的巴庫戰役後解鎖，為所有兵種的通用武器。
- 2021年—《戰地風雲2042》：作為戰地風雲3门户模式的武器登場。